# Eczemotes
Eczemotes is een kevergeslacht uit de familie van de boktorren (Cerambycidae). De wetenschappelijke naam van het geslacht werd voor het eerst geldig gepubliceerd in 1864 door Pascoe.

## Soorten
Eczemotes omvat de volgende soorten:
- Eczemotes affinis Breuning, 1968
- Eczemotes atomaria Pascoe, 1864
- Eczemotes cerviniapex Heller, 1914
- Eczemotes granulosa Breuning, 1938
- Eczemotes guttulata Bates, 1877
- Eczemotes saintaignani Breuning, 1982
- Eczemotes transversefasciata Breuning, 1940
- Eczemotes undata (Montrouzier, 1855)